# Nïpode
Huitoto Muinane (Muinane, Nïpode, Witoto-Muinane, Huitoto Muiname, Uitoto Muinane) je pleme američkih Indijanaca porodice Huitotoan koje je nastanjeno uz rijeku Ampiyacu i Putumayo u peruanskom departmanu Loreto (provincija Maynas). Na rijeci Ampiyacu u Paucarquillou žive s plemenima Huitoto Mïnïca, Huitoto Murui, Bora, Ocaina i Cocama. Druga skupina živi u kolumbijskim departmanima Amazonas pod imenom Nïpode u šumama bazena rijeke Caquetá (područje Monochoa).
Nïpode ili Huitoto Muinane ne smiju se brkati s plemenom Muinane (Muinane de La Sabana, Bora Muinane) s gornje Cahuinarí, koji govore jezikom porodice Boran.
Godine 1993. bilo ih je 105.